# Cornelis Richard Anton van Bommel
Cornelis Richard Anton van Bommel (Leida, 5 aprile 1790 – 7 aprile 1852) è stato un vescovo cattolico olandese e belga.

## Biografia
Di famiglia olandese, venne educato al collegio di Willingshegge presso Münster, e successivamente passò alla scuola superiore di Borght. Contro una strenua opposizione dei familiari, entrò nel seminario di Münster e fu ordinato sacerdote nel 1816 dal vescovo Kaspar Max Droste zu Vischering.
Al suo ritorno in Olanda, egli fondò un collegio per ragazzi a Hageveld, presso Haarlem. Il collegio fu successivamente chiuso nel 1825 a seguito del decreto reale che subordinava tutte le istituzioni scolastiche al controllo dello stato. Il re Guglielmo offrì ad ogni modo a van Bommel la presidenza di un nuovo collegio, ma ebbe una ferma risposta negativa.
Cattolici e liberali presero posizione contro il modus operandi del governo neerlandese e van Bommel prese parte in modo attivo alle rivolte che costrinsero il monarca dei Paesi Bassi a firmare un concordato con papa Leone XII. In previsione di questo concordato, van Bommel venne proposto per la sede episcopale di Liegi e fu consacrato vescovo il 15 novembre 1829. Egli non partecipò alla rivoluzione belga del 1830, ma come vescovo di Liegi dovette intrattenere i rapporti diplomatici con i Paesi Bassi. Organizzò il seminario della città, ravvivando l'educazione cattolica negli studi elementari, e dando il primo impulso alla fondazione della locale università cattolica.
Il vescovo van Bommel fu uno strenuo difensore della Santa Sede e un sostenitore dell'istruzione religiosa. Alla riorganizzazione dell'istruzione pubblica, nel 1842, le sue visioni educative trionfarono e riuscì ad istituire ginnasi e istituti tecnici nella diocesi.
I suoi scritti sono stati raccolti in 3 volumi di Lettere Pastorali e una collezione di opuscoli relativi all'istruzione ecclesiastica.

## Genealogia episcopale e successione apostolica
La genealogia episcopale è:
- Vescovo Johannes Wolfgang von Bodman
- Vescovo Marquard Rudolf von Rodt
- Vescovo Alessandro Sigismondo di Palatinato-Neuburg
- Vescovo Johann Jakob von Mayr
- Vescovo Giuseppe Ignazio Filippo d'Assia-Darmstadt
- Arcivescovo Clemente Venceslao di Sassonia
- Arcivescovo Massimiliano d'Asburgo-Lorena
- Vescovo Kaspar Max Droste zu Vischering
- Vescovo Joseph Louis Aloise von Hommer
- Vescovo Nicolas-Alexis Ondernard
- Vescovo Cornelis Richard Antoon van Bommel

La successione apostolica  è:
- Vescovo Jean-Théodore Laurent (1839)